# BLU-26/B "Guava"
BLU-26 / B "Guava" – bomba produkcji USA używana jako ładunek w bombach kasetowych, do fragmentacji APAM  (ang. anti-personnel/anti-material) z 600 osadzonymi stalowymi fragmentami. BLU-26/B miał trzy różne opcje detonacji:  na wysokości 9 m (30 stóp) nad ziemią, w momencie uderzenia lub po wybranym, ale ustalonym czasie po uderzeniu. Zewnętrznie identyczne BLU-36 / B i BLU-59 / B miały opcję z opóźnieniem losowym. 
Te tak zwane "bomby z Guawy" były bardzo popularne  i nadal znajdują się nierozbrojone w całym Wietnamie, Laosie i częściach Kambodży gdzie stanowią duży problem do dziś.

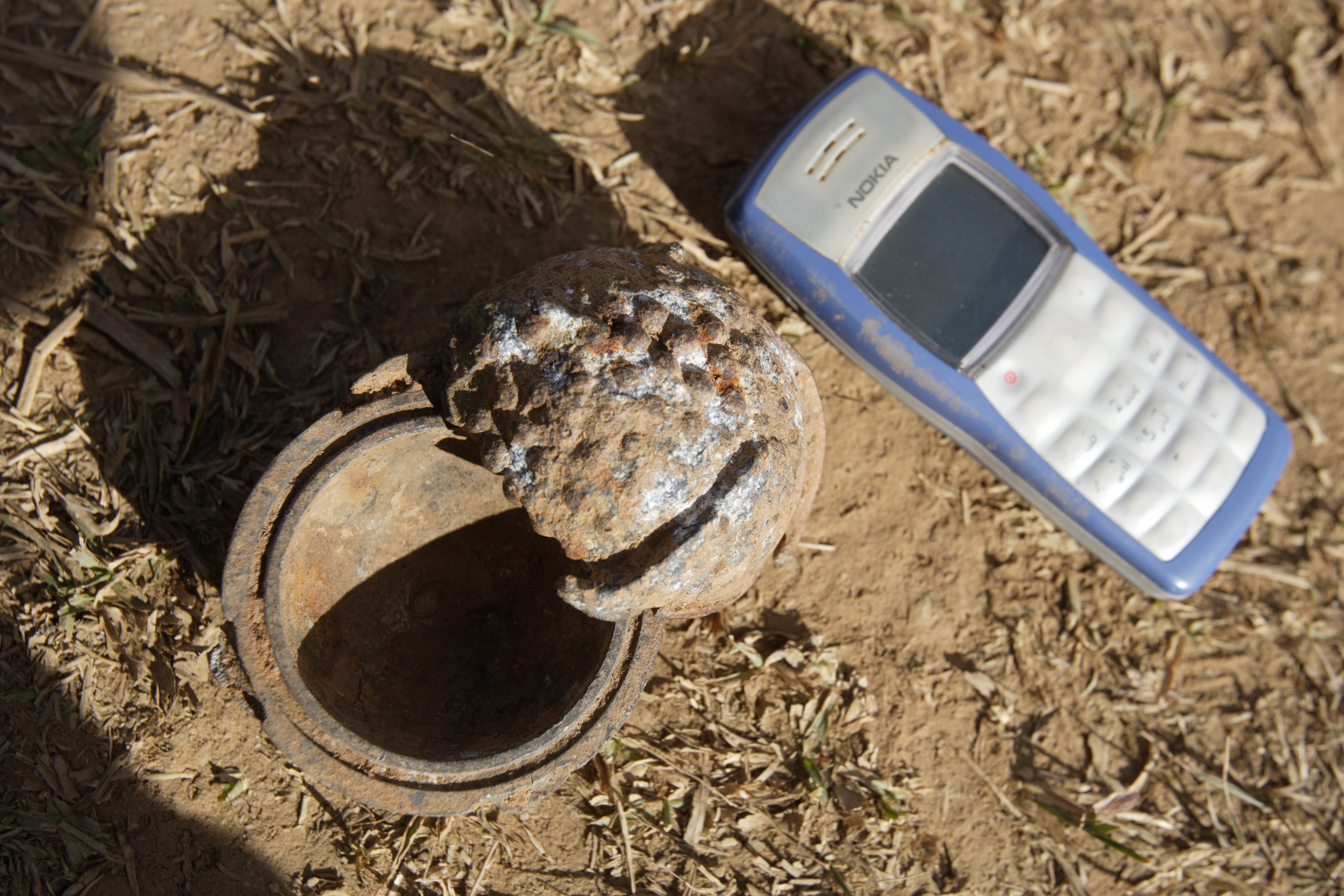
Bomba BLU-26. Taoun Village, Prowincja Xékong, Laos

## Specyfikacja
- Średnica: 64 mm (2,5 cala)
- Waga: 435 g (0,95 funta)
- Materiał wybuchowy: 85 g  Cyclotolu

BLU-26 / B została użyta jako ładunek w następujących bombach kasetowych:
- CBU-23 / B (BLU-26 / B w SUU-31 / B)
- CBU-24 / B (665 BLU-26 / B lub BLU-36 / B w SUU-30 / B)
- CBU-24A / B (665 BLU-26 / B lub BLU-36 / B w SUU-30A / B)
- CBU-24B / B (665 BLU-26 / B lub BLU-36 / B w SUU-30B / B)
- CBU-24C / B (665 BLU-26 / B lub BLU-36 / B w SUU-30C / B)

W latach 1966/67 bombę BLU-26 / B testowano  jako ładunek dla pocisku kierowanego  Bullpup AGM-12C. Testy te prawdopodobnie doprowadziły do opracowania wariantu AGM-12E, który miał głowicę bombową przeciwpiechotną z użyciem bombek BLU-26 / B.

## Użycie
Wojna wietnamska 1962–1975:  Wietnam Południowy, Laos, Kambodża. Amerykańskie naloty bombowe objęły także terytorium Wietnamu Północnego.
Atakujący:

USA

Atakowany:

Kambodża

 Laos

Wietnam Południowy

Wietnam Północny